# Debaa
El debaa o deba és una barreja de dansa, música i cançó tradicionals practicats a l'illa de Mayotte on està reservat exclusivament per a dones

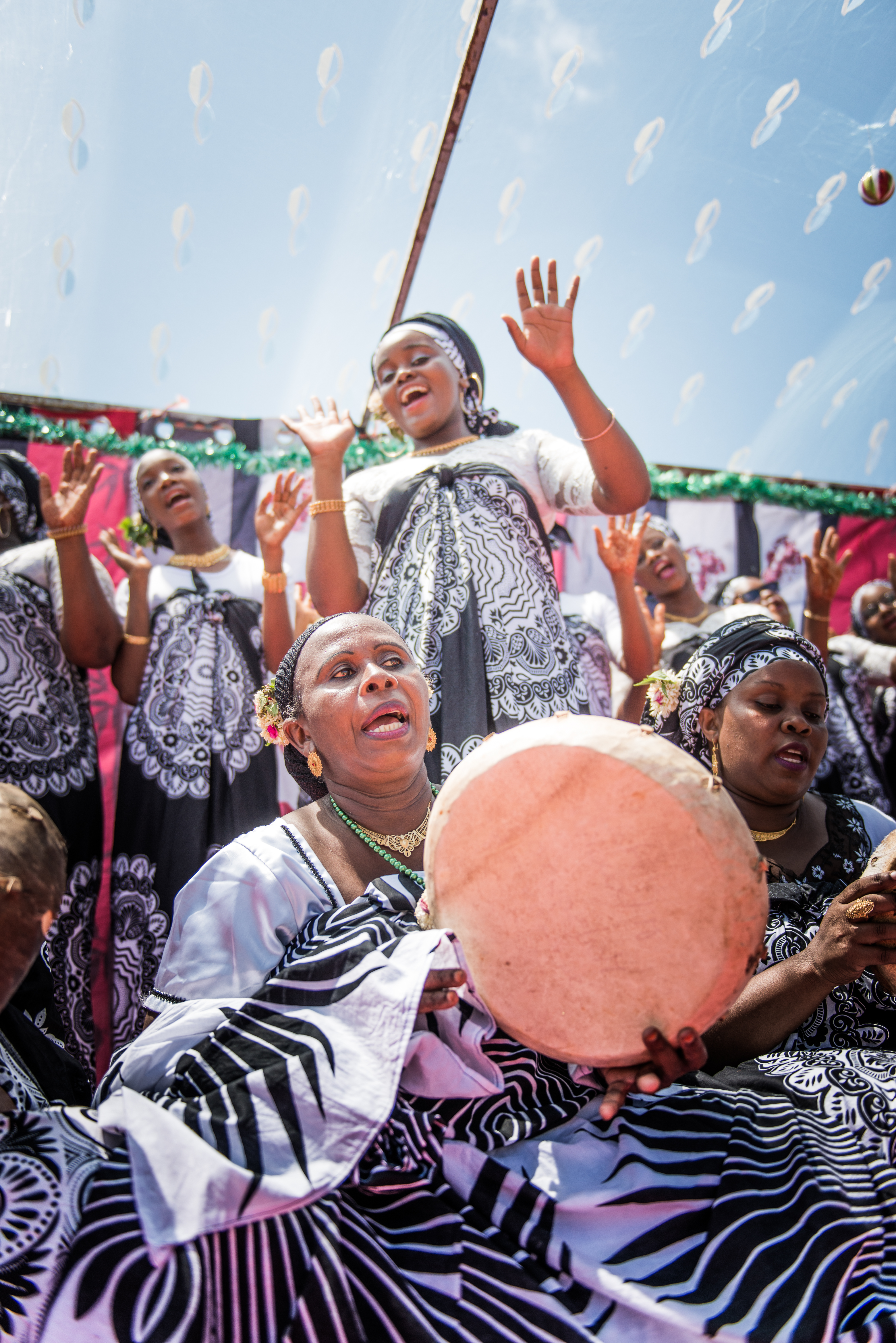
Ballarines i musiques reunides

El Debaa pot tenir importància religiosa, ser practicat com a distracció, o ser semblant a una competència entre diversos grups de dones de pobles diferents.

## Origen
El debaa és una tradició recent extreta del sufisme, una forma d’espiritualitat desenvolupada a Bàssora a través del contacte amb el xiisme pels successors d’Abdou-l-Wâhid ibnou Zayd, deixeble d’Al-Hassan al-Basrî, essent ell mateix tali’i d'origen persa, és a dir, un individu que ha conegut almenys un sahâbi, un company del profeta de l'Islam, la religió que és majoritària de l'islam a Mayotte. No obstant això, cal assenyalar que les especificitats del sufisme no es basen en els textos sagrats (l'Alcorà i el corpus del Hadith) reconeguts per unanimitat com a autèntics, i que si l'ascetisme d'Al-Hassan al-Basrî va inspirar el sufisme, res ha confirmat que n'era l’instigador.
El debaa es va desenvolupar a Mayotte els anys 1920-1930 sota la influència d’un fundi (professor de la Madrasa). Vinculat a la confraria sufí Rifa'iyya, primer es reservava per a homes i era de caràcter purament religiós, abans d'obrir-se a les dones i després es reservava per a elles.
El debaa és idèntic a les pràctiques del sufisme pel que fa al cant i la música, que consisteix en algunes percussions simples, sent l'única diferència notable la dansa.